# Nogent-sur-Eure
Nogent-sur-Eure is een gemeente in het Franse departement Eure-et-Loir (regio Centre-Val de Loire) en telt 441 inwoners (1999). De plaats maakt deel uit van het arrondissement Chartres.

## Geografie
De oppervlakte van Nogent-sur-Eure bedraagt 9,2 km², de bevolkingsdichtheid is 47,9 inwoners per km².

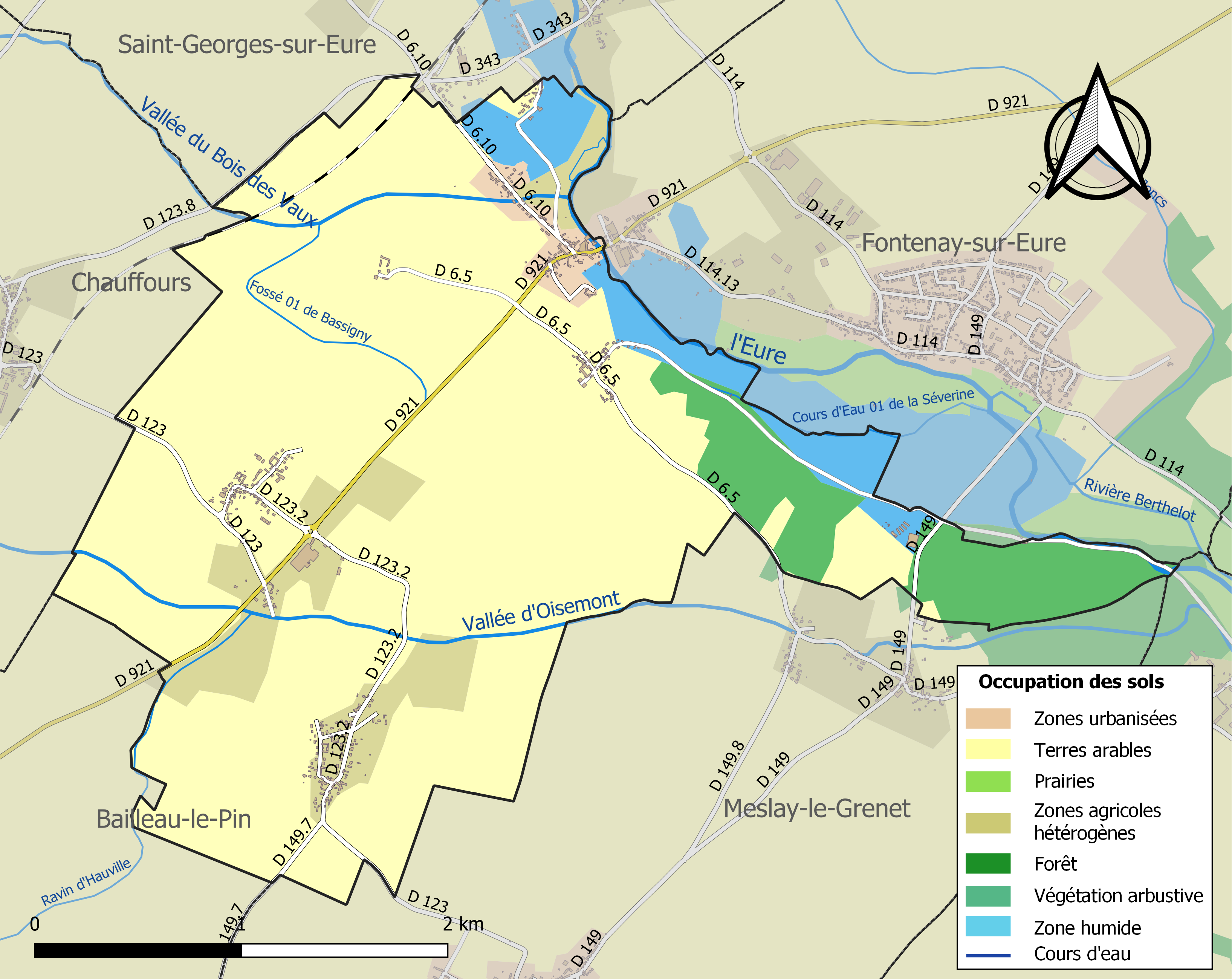
Kaart van de gemeente met de belangrijkste infrastructuur, bodemgebruik en omliggende gemeenten

## Demografie
Onderstaande figuur toont het verloop van het inwonertal (bron: INSEE-tellingen).